# 安城湯麵

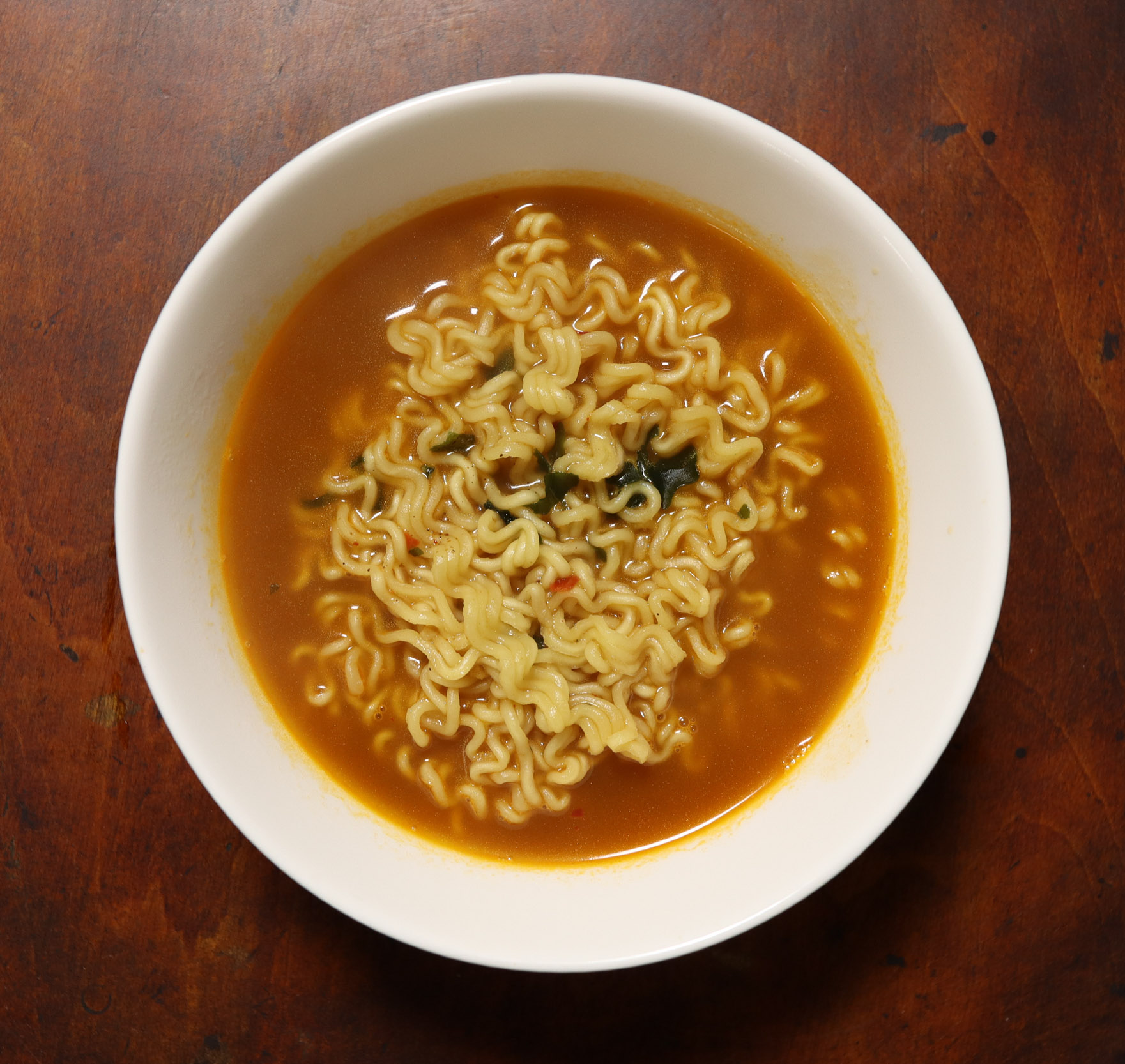
完成的安城汤面

安城湯麵（韩语：／）是韓國農心集團製造並銷售的一種拉面，因農心集團在京畿道安城市生產該麵的傳統湯料而得名。推出於1983年。2005年6月22日，又以杯麵的形式上市。